# جيب بروفسكي
جيب بروفسكي (بالإنجليزية: Jeb Brovsky)‏ (3 ديسمبر 1988 بليكوود في الولايات المتحدة - ) هو لاعب كرة قدم أمريكي في مركز الدفاع. لعب مع إمباكت مونتريال وفانكوفر وايتكابس وكولورادو رابيدز ونادي سترومسغودست ونادي نيويورك سيتي وكولورادو رابيدز يو-23 ‏ وMinnesota United FC (2010–2016) ‏.

## وصلات خارجية
- جيب بروفسكي على موقع الدوري الأمريكي (الإنجليزية)
- جيب بروفسكي على موقع قاعدة بيانات كرة القدم.إي يو (الإنجليزية)
- جيب بروفسكي على موقع Soccerway.com (الإنجليزية)
- جيب بروفسكي على موقع عالم كرة القدم.نت (الإنجليزية)